# Ondavská rovina
Ondavská rovina este o arie protejată (arie de protecție specială avifaunistică — SPA) din Slovacia întinsă pe o suprafață de 15.906,56 ha, integral pe uscat.

## Localizare
Centrul sitului Ondavská rovina este situat la coordonatele 48°38′07″N 21°43′12″E / 48.635231°N 21.720075°E.

## Înființare
Situl Ondavská rovina a fost declarat arie de protecție specială avifaunistică în iulie 2003 pentru a proteja 10 specii de animale.

## Biodiversitate
Situată în ecoregiunea panonică, aria protejată conține 1 habitat natural: Păduri mixte riverane de Quercus robur, Ulmus laevis și Ulmus minor, Fraxinus excelsior sau Fraxinus angustifolia, de-a lungul marilor râuri (Ulmenion minoris).
La baza desemnării sitului se află mai multe specii protejate de  păsări (10): pescăruș albastru (Alcedo atthis), fâsă-de-câmp (Anthus campestris), acvilă de câmp (Aquila heliaca), barză albă (Ciconia ciconia), prepeliță (Coturnix coturnix), cristeiul de câmp (Crex crex), ciocănitoare de grădină (Dendrocopos syriacus), șoim dunărean (Falco cherrug), ciocârlan (Galerida cristata), mărăcinar negru (Saxicola torquatus).